# Carmo (Rio de Janeiro)
Carmo è un comune del Brasile nello Stato di Rio de Janeiro, parte della mesoregione del Centro Fluminense e della microregione di Cantagalo-Cordeiro.
Il comune è suddiviso in 3 distretti: Carmo (sede comunale), Córrego da Prata e Porto Velho do Cunha.